# Forest Whitaker
Forest Steven Whitaker III (Longview, Texas; 15 de julio de 1961) es un actor, productor y director estadounidense.
Whitaker ha logrado una notable reputación por realizar un estudio intensivo de sus personajes en películas como Bird, The Crying Game, Platoon, Ghost Dog: The Way of the Samurai, The Great Debaters, The Butler y La llegada. También ha hecho parte del elenco en películas que se convirtieron en éxitos de taquilla como Rogue One: una historia de Star Wars como Saw Gerrera y Black Panther en el papel de Zuri.
Su actuación como el dictador ugandés Idi Amin en el filme El último rey de Escocia le valió múltiples reconocimientos, entre ellos un Óscar, un Globo de Oro y un Premio BAFTA. Es el cuarto afroamericano que ha obtenido el Óscar al mejor actor, luego de que lo ganaran Sidney Poitier, Denzel Washington y Jamie Foxx.

## Infancia, juventud y estudios
Whitaker nació el 15 de julio de 1961 en Longview, Texas, hijo de Forest Steven Jr., asegurador e hijo del novelista Forest Whitaker Sr. y Laura Francis Smith, una maestra de escuela. Forest nació cuando su madre cursaba la universidad y obtenía dos maestrías mientras criaba a sus hijos (Forest tiene hermanos menores y una hermana mayor). La familia se mudó a Carson, California cuando Whitaker era sólo un niño. Whitaker estudió en la secundaria de Palisades, donde fue derribador defensivo en el equipo de fútbol americano. Allí fue compañero de Jay Schroeder, futuro jugador de la NFL.Ingreso a la Academia Militar de West Point donde estuvo 3 años.
Ingresó en la Universidad Estatal Politécnica de California con una beca en fútbol americano, pero una lesión en la espalda lo obligó a cambiar su especialidad a música y, más tarde, a las artes dramáticas. Fue aceptado en el conservatorio musical de la Universidad del Sur de California para estudiar ópera como tenor y más tarde ingresó en la escuela de artes dramáticas de la universidad. Allí obtuvo su diploma en actuación en 1982.

## Carrera

### Cine
Whitaker tiene una larga historia de trabajo con directores y actores de cine muy respetados. En sus primeras apariciones en la pantalla grande, tuvo un papel secundario interpretando a un jugador de fútbol americano en la película de Cameron Crowe de 1982 Fast Times at Ridgemont High junto a un elenco conformado por Judge Reinhold, Nicolas Cage, Sean Penn y Phoebe Cates. En 1986 apareció en El color del dinero de Martin Scorsese y en Platoon de Oliver Stone. El año siguiente coprotagonizó la comedia Good Morning, Vietnam. En 1988 integró el reparto de la película de artes marciales Bloodsport y tuvo su primer papel protagónico interpretando al músico Charlie "Bird" Parker en la película Bird de Clint Eastwood. Para prepararse para el papel, el actor se aisló en un cuarto con una cama, un sofá y un saxofón, y tomó lecciones intensivas de saxofón alto. Su actuación, alabada por la crítica especializada, le valió obtener un premio en la categoría de mejor actor en el Festival de Cannes de 1988 y una nominación al Globo de Oro.

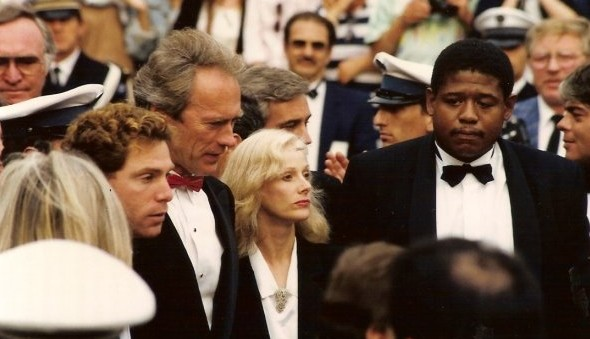
Whitaker (derecha) junto a Michael Zelniker, Clint Eastwood y Sondra Locke en el estreno de la película Bird en el Festival de Cannes en 1988.

Whitaker continuó trabajando con varios directores reconocidos a lo largo de la década de 1990. Protagonizó la película de 1990 Downtown y fue elegido para interpretar el papel principal de Jody, un soldado británico cautivo en la película de 1992 The Crying Game, en la que usó un acento inglés. El crítico Todd McCarthy de la revista Variety describió la actuación de Whitaker como «muy emotiva». En 1994 fue miembro del elenco que ganó el primer premio del National Board of Review al mejor reparto por la película de Robert Altman Prêt-à-Porter. Brindó una «actuación característicamente emotiva» en la película Smoke de 1995, dirigida por Wayne Wang y Paul Auster. En 1996 interpretó el papel de un hombre bondadoso en la cinta de ciencia ficción Phenomenon junto a John Travolta y Robert Duvall.
Whitaker encarnó a un asesino a sueldo seguidor de la doctrina samurái en Ghost Dog: The Way of the Samurai, una película de 1999 escrita y dirigida por Jim Jarmusch. En ese momento, la crítica especializada se refirió a su interpretación en la película de Jarmusch como el «papel definitivo de Whitaker». Justo como ocurrió en la película Bird, el actor se sumergió nuevamente en el mundo de su personaje, estudiando filosofía oriental y realizando meditación durante largas horas para desarrollar y perfeccionar su interpretación. Jarmusch afirmó a los entrevistadores que desarrolló el personaje principal con Whitaker en mente. En una columna en el diario New York Times dedicada a la película se afirmó que «era difícil pensar en otro actor que pudiera interpretar a un asesino a sangre fría con tanta calidez y humanidad».
Más tarde integró el reparto de una de las peores películas de la historia según la prensa especializada, la producción del año 2000 Battlefield Earth, basada en la novela homónima de L. Ronald Hubbard. La película fue un completo desastre comercial y crítico. Sin embargo, Roger Christian, director de la misma, elogió la actuación de Whitaker. Battlefield Earth ganó siete premios Razzie y Whitaker fue nominado como peor actor de reparto en dichos premios, nominación que ganó su compañero de reparto, Barry Pepper. Más tarde, Whitaker expresó su arrepentimiento por su participación en la película.
En 2001 el actor realizó un pequeño papel en el cortometraje The Follow, dirigido por Wong Kar-wai, uno de los cinco cortos producidos por BMW ese año para promocionar sus automóviles. En 2002 protagonizó la película de suspenso de Joel Schumacher Phone Booth junto a Kiefer Sutherland y Colin Farrell. Ese mismo año, protagonizó junto a Jodie Foster y Kristen Stewart la cinta de suspenso de David Fincher La habitación del pánico. Su actuación como uno de los villanos de la película fue descrita por el diario The Guardian como «la sutil química entre la agresión y la empatía».

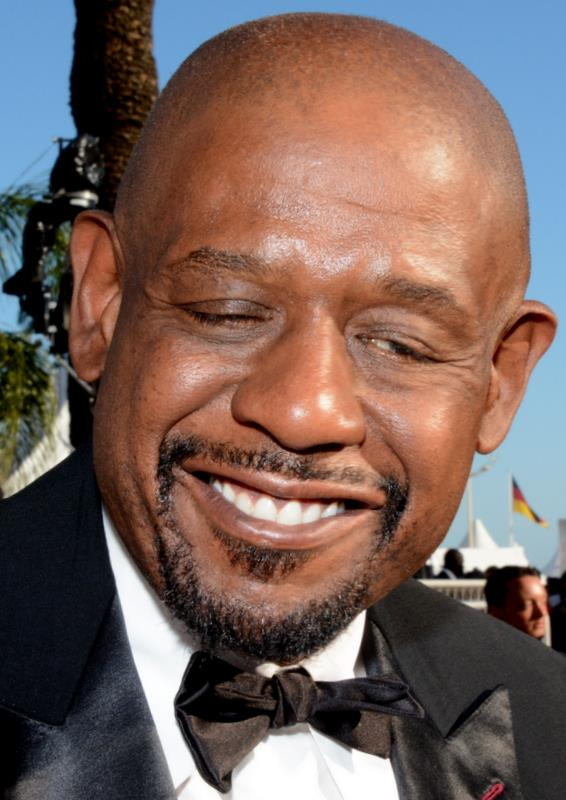
Whitaker en el Festival de Cannes de 2013.

En 2006 Whitaker encarnó al líder político ugandés Idi Amin en la película El último rey de Escocia, actuación que le valió críticas muy positivas, así como múltiples premios y reconocimientos. Para interpretar al dictador, Whitaker tuvo que engordar 25 kilos y aprender a tocar el acordeón. El actor leyó libros sobre Amin, vio noticias y documentales y pasó un tiempo en Uganda reuniéndose con amigos, parientes, generales y víctimas del dictador. También estudió el idioma suajili y pudo dominar el acento de África oriental de Amin. Su actuación le valió el Premio de la Academia en la categoría de mejor actor, convirtiéndose en el cuarto actor afrodescendiente en la historia en conseguirlo tras Sidney Poitier, Denzel Washington y Jamie Foxx. Por ese mismo papel ganó un premio BAFTA, un Globo de Oro, un premio del National Board of Review y un premio del Sindicato de Actores.
En 2007 Whitaker interpretó al doctor James Farmer en el drama biográfico The Great Debaters, actuación por la que recibió una nominación a los premios NAACP Image en la categoría de mejor actor de reparto. En 2008 apareció en tres películas, como un hombre de negocios en The Air I Breathe, como un duro capitán de la policía en Street Kings y como un turista heroico en Vantage Point.
En 2013, después de aparecer en algunas producciones menores, Whitaker experimentó un resurgimiento en su carrera protagonizando la película The Butler de Lee Daniels, producción que se convirtió en un éxito para la crítica, que alabó la actuación de Whitaker. Ese mismo año integró el reparto del drama musical Black Nativity y coprotagonizó The Last Stand, interpretando a un agente del FBI que persigue a un narcotraficante.
En 2016 Whitaker ingresó por primera vez al universo cinematográfico de Star Wars encarnando a Saw Gerrera en la película Rogue One: una historia de Star Wars. El 13 de octubre de 2017 fue estrenada en el Festival de Cine de Londres la película The Forgiven, producción en la que Whitaker interpreta al clérigo sudafricano Desmond Tutu. Un año después interpretó el papel de Tom, un padre que sale en búsqueda de su hija en medio de una catástrofe en la mal recibida How It Ends, estrenada en Netflix el 13 de julio de 2018.
Desde 2019, Whitaker interpreta a Bumpy Johnson en El padrino de Harlem, una serie de EPIX que explora la intersección entre el inframundo criminal y el movimiento de derechos civiles en la década de 1960. En 2020, Whitaker interpretó a Jeronicus Jangle en el musical navideño de Netflix Jingle Jangle: A Christmas Journey. Apareció como el reverendo CL Franklin, el padre de Aretha Franklin (interpretada por Jennifer Hudson) en la película Respect, y aparecerá junto a Tom Hardy en Havoc. En 2023, Whitaker interpretará al entrenador de boxeo Doc Broadus en Big George Foreman. Whitaker aparecerá en un episodio de Extrapolations, una serie de antología de Apple TV que se centra en el cambio climático. Se unió al próximo proyecto Megalopolis de Francis Ford Coppola.

### Televisión y teatro
Después de participar en varias producciones cinematográficas a principios de la década de 1980, Whitaker obtuvo papeles adicionales en algunos programas de televisión. En la serie Diff'rent Strokes interpretó a un matón en el episodio de 1985 «Bully for Arnold». Ese mismo año encarnó a un vendedor de historietas en el episodio «Gather Ye Acorns» de la serie Amazing Stories. También actuó en algunos episodios de la serie de ABC Norte y Sur entre 1985 y 1986. A lo largo de la década de 1990, Whitaker actuó en varias películas para televisión que se emitieron por el canal HBO, incluyendo Criminal Justice, The Enemy Within y Witness Protection.
Entre 2002 y 2003 Whitaker fue el presentador y narrador de 44 episodios de la serie de misterio The Twilight Zone de Rod Serling . Después de trabajar en varios papeles cinematográficos, regresó a la televisión en 2006 en el elenco de la serie policial del canal FX The Shield como el teniente Jon Kavanaugh. Whitaker declaró que para desarrollar la personalidad del teniente simplemente tuvo que recurrir a sus memorias de infancia cuando creció en la zona central de Los Ángeles. Por este papel recibió buenas críticas por parte de la prensa especializada.
En el 2006 el actor apareció en múltiples episodios de la serie ER en el papel de Curtis Ames, un hombre que ingresa a urgencias con un problema de tos pero rápidamente enfrenta las consecuencias a largo plazo de una parálisis corporal. Recibió una nominación a los premios Primetime Emmy por su actuación en dicha serie. También en 2006, Whitaker apareció en el vídeo musical del rapero T.I. «Live in the Sky» junto a Jamie Foxx.
Whitaker fue elegido para actuar en la serie Criminal Minds: Suspect Behavior, sin embargo el proyecto fue cancelado por la cadena CBS el 17 de mayo de 2011. En diciembre de 2016 se anunció que Whitaker repetiría su papel como Saw Gerrera de Rogue One en la serie animada Star Wars Rebels.
Whitaker hizo su debut en el teatro de Broadway en 2016 en una nueva versión de la obra de Eugene O'Neill Hughie en el Teatro Booth, bajo la dirección de Michael Grandage.

### Dirección y producción
Whitaker inició su carrera como director y productor de cine en la década de 1990. Se desempeñó como uno de los productores y protagonistas de la película de A Rage in Harlem de 1991. Hizo su debut como director en la película para televisión Strapped en 1993. En 1995 dirigió Waiting to Exhale, película basada en la novela homónima de la autora estadounidense Terry McMillan. El crítico Roger Ebert afirmó que el tono de la película se parecía al propio estilo de actuación de Whitaker, «medido, sereno y confiado». También dirigió el vídeo musical de la canción «Exhale (Shoop Shoop)» de Whitney Houston.
Whitaker continuó su carrera como director con la comedia romántica de 1998 Hope Floats, protagonizada por Sandra Bullock y Harry Connick, Jr. Dirigió a Katie Holmes en la comedia romántica First Daughter en 2004, película en la que también se desempeñó como productor ejecutivo. Anteriormente había trabajado como productor ejecutivo de varias películas hechas para televisión a través de su compañía de producción, Spirit Dance Entertainment, la cual disolvió en 2005 para concentrarse en su carrera como actor.
Con la productora Significant Productions, Whitaker y su socia Nina Yang Bongiovi produjeron la película Fruitvale Station, cinta que ganó el Gran Premio del Jurado y el Premio del Público por una película dramática estadounidense en el Festival de Cine de Sundance en 2013. Otras películas producidas por el dúo fueron Repentance (2013), Dope (2015) y Sorry to Bother You (2018). También produjo un documental filmado en la Penitenciaría Estatal de Luisiana titulado Serving Life (2011).

### JuntoBox Films
Whitaker se desempeña como presidente de la compañía JuntoBox Films desde marzo de 2012. JuntoBox se creó como una plataforma social para que los cineastas y aficionados compartan ideas para crear películas y luego colaborar en su desarrollo. Desde que Whitaker se unió a la compañía como presidente, se han producido cinco proyectos cinematográficos.

## Activismo

### Trabajo benéfico

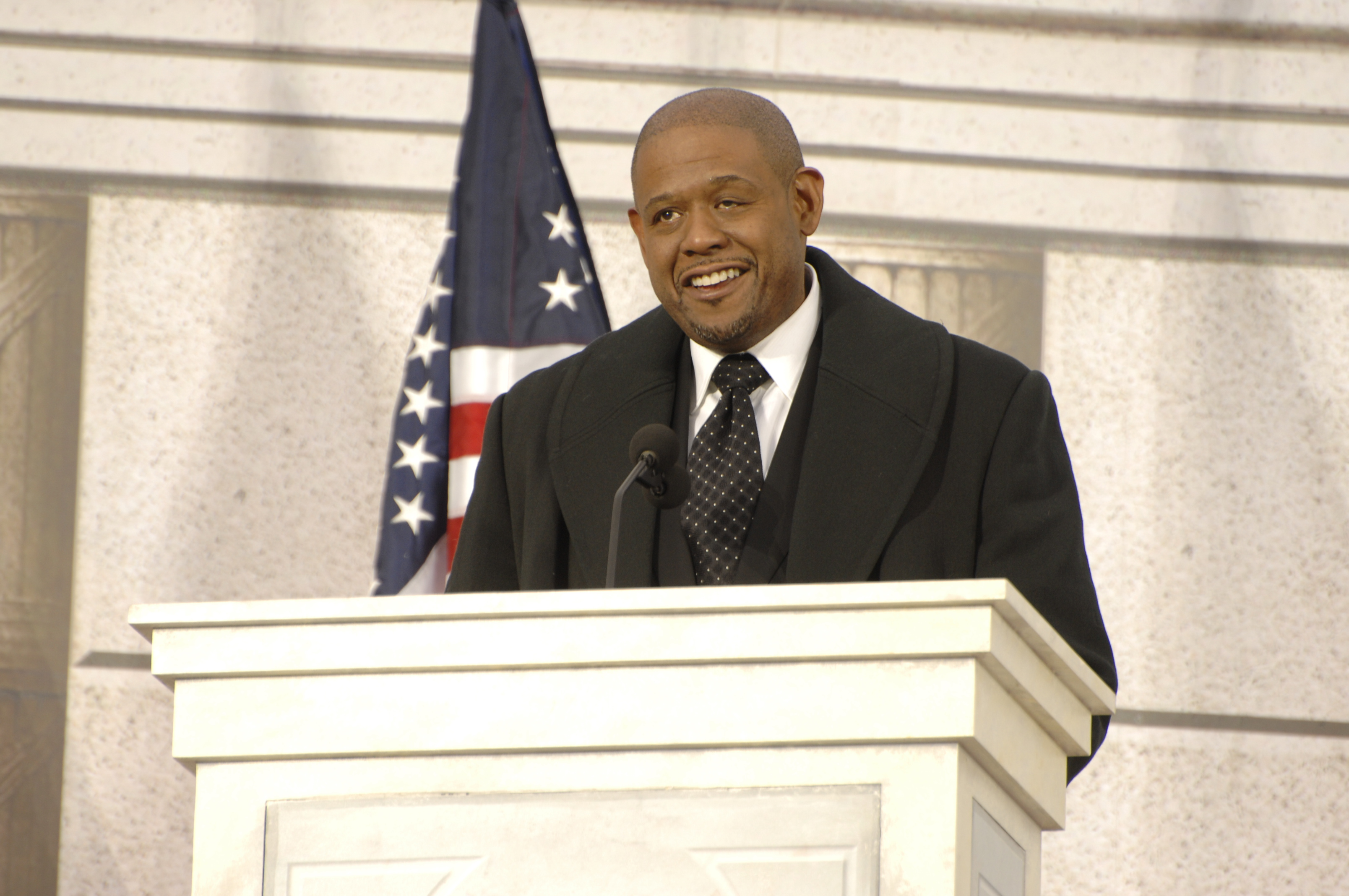
Whitaker en el Monumento a Lincoln en Washington D. C. en 2009.

Whitaker, quien es vegetariano, grabó un anuncio con su hija True promoviendo el vegetarianismo en nombre de la organización Personas por el Trato Ético de los Animales (PETA). También es partidario y defensor público de Hope North, un centro de formación profesional en el norte de Uganda enfocado en ayudar a las víctimas juveniles de la guerra civil de ese país. El actor fundó en 2012 la Iniciativa de Paz y Desarrollo Whitaker (WPDI), una organización no gubernamental que se encarga de implementar programas de consolidación de la paz en comunidades afectadas por conflictos en diferentes regiones del mundo, enfocándose principalmente en África y América. En una entrevista de 2015 con Grant Schreiber de la revista Real Leaders, Whitaker atribuyó su trabajo social a la influencia de su madre, una maestra de una escuela para discapacitados mentales. «Realmente aprendí cómo cuidar a las personas observando a mi madre interactuar con niños autistas», afirmó el actor.

### Política
Whitaker apoyó la candidatura de Barack Obama en su campaña presidencial de 2008. El 6 de abril de 2009 recibió un título de jefatura en el estado de Imo, Nigeria. Whitaker, que fue nombrado jefe entre el pueblo Igbo de Nkwerre, recibió el título de Nwannedinamba de Nkwerre, que significa «hermano de un país extranjero».
Fue nombrado Embajador de Buena Voluntad de la UNESCO para la Paz y la Reconciliación en una ceremonia realizada en la sede de la Unesco el 21 de junio de 2011. Como Embajador de Buena Voluntad, Whitaker trabaja con la UNESCO para apoyar y desarrollar iniciativas que empoderen a los jóvenes y les impidan ingresar o permanecer en ciclos de violencia. En la ceremonia de inducción, el embajador de los Estados Unidos en la UNESCO, David Killion, describió a Forest como «una elección perfecta como Embajador de Buena Voluntad. Ha ejemplificado la compasión en todas las áreas de su vida, con humildad y gracia».

## Vida personal
En 1996 Whitaker se casó con la actriz Keisha Nash, a la que conoció durante el rodaje de la película Blown Away. Tienen dos hijas, Sonnet y True. Keisha Nash falleció el 7 de diciembre de 2023.
Whitaker estudia yoga y es cinturón negro en kenpō. Sufre de ptosis palpebral en su ojo izquierdo. El actor ha explicado que dicha condición es hereditaria y que ha considerado someterse a una cirugía para corregirla, no por razones estéticas sino porque le afecta la visión.

## Filmografía

### Cine
| Año  | Título                               | Personaje               | Notas |
| ---- | ------------------------------------ | ----------------------- | --- |
| 1982 | Tag: The Assassination Game          | Guardaespaldas de Gowdy | |
| 1982 | Fast Times at Ridgemont High         | Charles Jefferson       | |
| 1985 | Vision Quest                         | Balldozer               | |
| 1986 | The Color of Money                   | Amos                    | |
| 1986 | North and South, Book II             | Cuffey                  | |
| 1986 | Platoon                              | Big Harold              | |
| 1987 | Stakeout                             | Jack Pismo              | |
| 1987 | Good Morning, Vietnam                | Edward Garlick          | |
| 1988 | Bird                                 | Charlie 'Bird' Parker   | Premio a mejor actor en el Festival de Cine de Cannes Nominado – Globo de oro a mejor actor |
| 1988 | Bloodsport                           | Rawlins                 | |
| 1989 | Johnny Handsome                      | Dr. Steven Fisher       | |
| 1990 | Downtown                             | Dennis Curren           | |
| 1991 | Diary of a Hitman                    | Dekker                  | |
| 1991 | A Rage in Harlem                     | Jackson                 | |
| 1992 | Article 99                           | Dr. Sid Handleman       | |
| 1992 | The Crying Game                      | Jody                    | |
| 1992 | Consenting Adults                    | David Duttonville       | |
| 1993 | Bank Robber                          | Oficial Battle          | |
| 1993 | Body Snatchers                       | Mayor Collins           | |
| 1994 | Blown Away                           | Anthony Franklin        | |
| 1994 | Prêt-à-Porter                        | Cy Bianco               | Premio National Board of Review a mejor reparto |
| 1994 | Jason's Lyric                        | Maddog                  | |
| 1995 | Species                              | Dan Smithson            | |
| 1995 | Smoke                                | Cyrus Cole              | |
| 1996 | Phenomenon                           | Nate Pope               | Premio Blockbuster Entertainment a mejor actor de reparto Nominado – Premio NAACP Image a mejor actor de reparto |
| 1998 | Body Count                           | Crane                   | |
| 1999 | Ghost Dog: The Way of the Samurai    | Ghost Dog               | |
| 1999 | Light It Up                          | Oficial Dante Jackson   | |
| 1999 | Witness Protection                   | Marshal Steven Beck     | |
| 2000 | Battlefield Earth                    | Ker                     | Nominado – Premio Golden Raspberry a peor actor de reparto |
| 2000 | Four Dogs Playing Poker              | Sr. Ellington           | |
| 2001 | The Fourth Angel                     | Agente Jules Bernard    | |
| 2001 | The Hire: The Follow                 | Empleador               | |
| 2001 | Green Dragon                         | Addie                   | |
| 2002 | Panic Room                           | Burnham                 | Nominado – Premio Black Reel a mejor actor de reparto |
| 2003 | Phone Booth                          | Capitán Ed Ramey        | Nominado – Premio Black Reel a mejor actor de reparto Nominado – Premio NAACP Image a mejor actor |
| 2004 | First Daughter                       | Narrador                | También como director |
| 2005 | A Little Trip to Heaven              | Abe Holt                | Nominado – Premio Independent Spirit a mejor actor |
| 2005 | American Gun                         | Carter                  | |
| 2005 | Mary                                 | Ted Younger             | |
| 2006 | Even Money                           | Clyde Snow              | |
| 2006 | The Marsh                            | Geoffrey Hunt           | |
| 2006 | Everyone's Hero                      | Lonnie Brewster (voz)   | |
| 2006 | The Last King of Scotland            | Idi Amin                | Premio de la Academia a mejor actor Premio African-American Film Critics Association a mejor actor Premio BAFTA a mejor actor Premio BET a mejor actor Premio Black Reel a mejor actor Premio Boston Society of Film Critics a mejor actor Premio Broadcast Film Critics Association a mejor actor Premio Chicago Film Critics Association a mejor actor Premio Dallas–Fort Worth Film Critics Association a mejor actor Premio Florida Film Critics Circle a mejor actor Globo de Oro a mejor actor en una producción dramática Premio Hollywood Film a actor del año Premio Kansas City Film Critics Circle a mejor actor Premio Las Vegas Film Critics Society a mejor actor Premio London Film Critics' Circle a actor del año Premio Los Angeles Film Critics Association a mejor actor Premio NAACP Image a mejor actor Premio National Board of Review a mejor actor Premio National Society of Film Critics a mejor actor Premio New York Film Critics Circle a mejor actor Premio Online Film Critics Society a mejor actor Premio Phoenix Film Critics Society a mejor actor Premio Satellite a mejor actor Premio del Sindicato de Actores a mejor papel protagónico Premio Southeastern Film Critics Association a mejor actor Premio Vancouver Film Critics Circle a mejor actor Nominado – Premio BIFA a mejor actor en una película independiente británica Nominado – Premio Toronto Film Critics Association a mejor actor Segundo lugar – Premio Circuit Community a mejor actor |
| 2007 | The Air I Breathe                    | Happiness               | |
| 2007 | Ripple Effect                        | Philip                  | |
| 2007 | The Great Debaters                   | James L. Farmer, Sr.    | Nominado – Premio NAACP Image a mejor actor de reparto |
| 2008 | Vantage Point                        | Howard Lewis            | |
| 2008 | Street Kings                         | Capitán Jack Wander     | |
| 2008 | Dragon Hunters                       | Lian Chu (voz)          | |
| 2009 | Powder Blue                          | Charlie                 | Directo a vídeo |
| 2009 | Winged Creatures                     | Charlie Archenault      | |
| 2009 | Where the Wild Things Are            | Ira (voz)               | Nominado – Premio Black Reel a mejor actor de voz |
| 2009 | Lullaby for Pi                       | George                  | |
| 2009 | Hurricane Season                     | Al Collins              | Directo a vídeo |
| 2010 | Repo Men                             | Jake Freivald           | |
| 2010 | My Own Love Song                     | Joey                    | |
| 2010 | The Experiment                       | Barris                  | Directo a vídeo |
| 2010 | Our Family Wedding                   | Bradford Boyd           | |
| 2011 | Catch .44                            | Ronny                   | Directo a vídeo |
| 2012 | Freelancers                          | Dennis LaRue            | Directo a vídeo |
| 2012 | A Dark Truth                         | Francisco Francis       | Directo a vídeo |
| 2012 | The Last Stand                       | Agente John Bannister   | |
| 2013 | Zulu                                 | Ali Sokhela             | |
| 2013 | Pawn                                 | Will                    | Directo a vídeo |
| 2013 | The Butler                           | Cecil Gaines            | Premio African-American Film Critics Association a mejor actor Premio NAACP Image a mejor actor Premio AARP Movies for Grownups a mejor actor Nominado – Premio Acapulco Black Film Festival a mejor actor Nominado – Premio Acapulco Black Film Festival a artista del año Nominado – Premio BET a mejor actor Nominado – Premio Satellite a mejor actor Nominado – Premio del Sindicato de Actores a mejor actor |
| 2013 | Black Nativity                       | Reverendo Cornell       | Nominado – Premio Acapulco Black Film Festival a artista del año |
| 2013 | Out of the Furnace                   | Wesley Barnes           | Nominado – Premio Acapulco Black Film Festival a artista del año |
| 2013 | Ernest & Celestine                   | Ernest (voz)            | |
| 2014 | Repentance                           | Angel Sánchez           | |
| 2014 | Two Men in Town                      | William Garnett         | |
| 2015 | Taken 3                              | Franck Dotzler          | |
|      | Dope                                 | Narrador                | También productor |
| 2015 | Southpaw                             | Titus "Tick" Wills      | Nominado – Premio Indiana Film Journalist Association a mejor actor de reparto Nominado – Premio NAACP Image a mejor actor de reparto |
| 2016 | La llegada                           | Coronel Weber           | |
| 2016 | Rogue One: una historia de Star Wars | Saw Gerrera             | |
| 2017 | The Forgiven                         | Desmond Tutu            | |
| 2018 | Sorry to Bother You                  | Demarius                | También productor |
| 2018 | Black Panther                        | Zuri                    | |
| 2018 | How It Ends                          | Tom                     | |
| 2018 | Burden                               | David Kennedy           | |
| 2018 | City of Lies                         | Jack Jackson            | |
| 2019 | Finding Steve McQueen                | Howard Lambert          | |
| 2020 | Jingle Jangle: A Christmas Journey   | Jeronicus Jangle        | |
| 2021 | Respect                              | C. L. Franklin          | |
| 2023 | Big George Foreman                   | Doc Broadus             | |
| 2025 | The King of Kings                    | Pedro                   | |
| 2025 | Havoc                                | Lawrence Beaumont       | |

| Año  | Título            | Notas                                         |
| ---- | ----------------- | --------------------------------------------- |
| 1993 | Strapped          |                                               |
| 1995 | Waiting to Exhale |                                               |
| 1998 | Hope Floats       | Nominado — Premio Black Film a Mejor director |
| 2004 | First Daughter    |                                               |

### Televisión
| Año        | Título                                           | Personaje                     | Notas |
| ---------- | ------------------------------------------------ | ----------------------------- | --- |
| 1982       | Making the Grade                                 |                               | Episodio: «Marriage David Style» |
| 1983       | Cagney & Lacey                                   | Gerente nocturno              | Episodio: «The Grandest Jewel Thief of Them All» |
| 1984       | Trapper John M.D.                                | Lewis Jordan                  | Episodio: «School Nurse» |
| 1984       | Hill Street Blues                                | Floyd Green                   | Episodio: «Blues for Mr. Green» |
| 1985       | North and South                                  | Cuffey                        | Miniserie |
| 1985       | Diff'rent Strokes                                | Herman                        | Episodio: «Bully for Arnold» |
| 1985       | The Grand Baby                                   |                               | Película para televisión |
| 1985       | The Fall Guy                                     | Amigo                         | Episodio: «Spring Break» |
| 1986       | Amazing Stories                                  | Jerry                         | Episodio: «Gather Ye Acorns» |
| 1987       | Hands of a Stranger                              | Sargento Delaney              | Película para televisión |
| 1990       | Criminal Justice                                 | Jessie Williams               | Película para televisión Nominado — Premio CableACE a mejor actor en una película o miniserie |
| 1993       | Lush Life                                        | Buddy Chester                 | Película para televisión |
| 1993       | Last Light                                       | Fred Whitmore                 | Película para televisión Nominado — Premio CableACE a mejor actor en una película o miniserie |
| 1994       | The Enemy Within                                 | Coronel MacKenzie 'Mac' Casey | Película para televisión Nominado — Premio del Sindicato de Actores a mejor actor en una miniserie o película para televisión |
| 1996       | Rebound: The Legend of Earl "The Goat" Manigault | Sr. Rucker                    | Película para televisión |
| 1999       | Witness Protection                               | Steven Beck                   | Película para televisión |
| 2001       | Orgullo de raza                                  | Daguerrotipista Picard        | Película para televisión |
| 2003       | Deacons for Defense                              | Marcus Clay                   | Película para televisión Premio Black Reel a mejor actor en una serie de televisión Nominado — Premio NAACP Image a mejor actor en una miniserie o película para televisión Nominado — Premio del Sindicato de Actores a mejor actor en una miniserie o película para televisión |
| 2002– 2003 | The Twilight Zone                                | Narrador                      | 44 episodios |
| 2006– 2007 | ER                                               | Curtis Ames                   | 6 episodios Nominado — Premio Primetime Emmy a mejor actor invitado en una serie dramática |
| 2006– 2007 | The Shield                                       | Teniente Jon Kavanaugh        | (Temporadas 5 y 6) Nominado — Premio Satellite a mejor actor de reparto en una miniserie o película para televisión |
| 2007– 2009 | American Dad!                                    | Daniel Turlington             | 3 episodios |
| 2010       | Criminal Minds                                   | Sam Cooper                    | Episodio: «The Fight» |
| 2011       | Criminal Minds: Suspect Behavior                 | Sam Cooper                    | Spin-off |
| 2011       | Serving Life                                     | Narrador                      | Documental para televisión |
| 2013       | África                                           | Narrador                      | Documental |
| 2019       | Godfather of Harlem                              | Bumpy Johnson                 | Protagonista en 16 episodios (Temporadas 1 y 2) |
| 2022       | Andor                                            | Saw Gerrera                   | |

## Premios y nominaciones
Premios Óscar
| Año  | Categoría   | Película                 | Resultado |
| ---- | ----------- | ------------------------ | --------- |
| 2007 | Mejor actor | El último rey de Escocia | Ganador   |

Globos de Oro
| Año  | Categoría           | Película                 | Resultado |
| ---- | ------------------- | ------------------------ | --------- |
| 2006 | Mejor actor - Drama | El último rey de Escocia | Ganador   |
| 1988 | Mejor actor - Drama | Bird                     | Candidato |

Premios BAFTA
| Año  | Categoría   | Película                 | Resultado |
| ---- | ----------- | ------------------------ | --------- |
| 2006 | Mejor actor | El último rey de Escocia | Ganador   |

Premios del Sindicato de Actores
| Año  | Categoría                                         | Película                 | Resultado |
| ---- | ------------------------------------------------- | ------------------------ | --------- |
| 2013 | Mejor actor                                       | El Mayordomo             | Candidato |
| 2006 | Mejor actor                                       | El último rey de Escocia | Ganador   |
| 1994 | Mejor actor de televisión - Miniserie o telefilme | The Enemy Within         | Candidato |

Festival Internacional de Cine de Cannes
| Año  | Categoría   | Película | Resultado |
| ---- | ----------- | -------- | --------- |
| 1988 | Mejor actor | Bird     | Ganador   |

Palma de Oro de Honor del 75 Festival de Cannes (2022).
Premios Satellite
| Año  | Categoría           | Película                 | Resultado |
| ---- | ------------------- | ------------------------ | --------- |
| 2006 | Mejor Actor - Drama | El último rey de Escocia | Ganador   |

Además de los numerosos premios que ganó Whitaker por su actuación en El último rey de Escocia, también ha recibido otros galardones. En septiembre de 2006 le fue otorgado el premio al mejor actor del año en Hollywood en la décima edición del Festival de Cine de Hollywood. Fue galardonado en el Festival Internacional de Cine de Santa Bárbara de 2007, donde recibió el premio American Riviera.
En 2005 el actor fue homenajeado en el Festival de Cine de Deauville, Francia. El 16 de abril de 2007 Whitaker recibió su estrella en el Paseo de la Fama de Hollywood por sus contribuciones a la industria cinematográfica.